# Béost
Béost ist eine französische Gemeinde mit 228 Einwohnern (Stand 1. Januar 2022) im Département Pyrénées-Atlantiques in der Region Nouvelle-Aquitaine (vor 2016: Aquitanien). Die Gemeinde gehört zum Arrondissement Oloron-Sainte-Marie und zum Kanton Oloron-Sainte-Marie-2 (bis 2015: Kanton Laruns).
Die Bewohner werden Beostois oder Beostoises genannt.

## Geographie
Béost liegt ca. 35 km südöstlich von Oloron-Sainte-Marie und ca. 40 km südlich von Pau im Vallée d’Ossau im Béarn am östlichen Rand des Départements zum Département Hautes-Pyrénées.
Die höchste Erhebung (2688 m) ist der Pic du Grand Gabizos an der südöstlichen Grenze des Gemeindegebiets.
Umgeben wird der Ort von den Nachbargemeinden:
|        | Louvie-Soubiron                             |                           |
| Laruns | Kompassrose, die auf Nachbargemeinden zeigt | Arbéost (Hautes-Pyrénées) |
|        | Eaux-Bonnes                                 |                           |

Béost liegt im Einzugsgebiet des Adours. Der Ouzom, ein Nebenfluss des Gave de Pau, durchströmt den östlichen Teil des Gemeindegebiets mit seinen Zuflüssen
- Arrec d’Arbaze,
- Ruisseau Le Baudès und sein Nebenfluss
  - Arrec de Lagnères,
- Arrec de Groute, mit seinem Nebenfluss
  - Arrec Arrendau, mit seinem Nebenfluss
    - Arrec de Hournatèch,
- Ruisseau Le Laussiès.

Der Gave d’Ossau durchströmt den östlichen Teil des Gemeindegebiets mit seinen Zuflüssen
- Canceigt, mit seinen Nebenflüssen
  - Arrec de Badeigs,
  - Arrec de Carbouéras,
  - Arrec de Bareilles,
  - Arrec Gros,
  - Arrec de Serrémédat.

Im südlichen Teil des Gebiets der Kommune fließen Zuflüsse des Valentin:
- Ruisseau Le Cély und sein Nebenfluss
  - Arrec l’Arcascou,
- Ruisseau de Portaig.[3]

## Geschichte

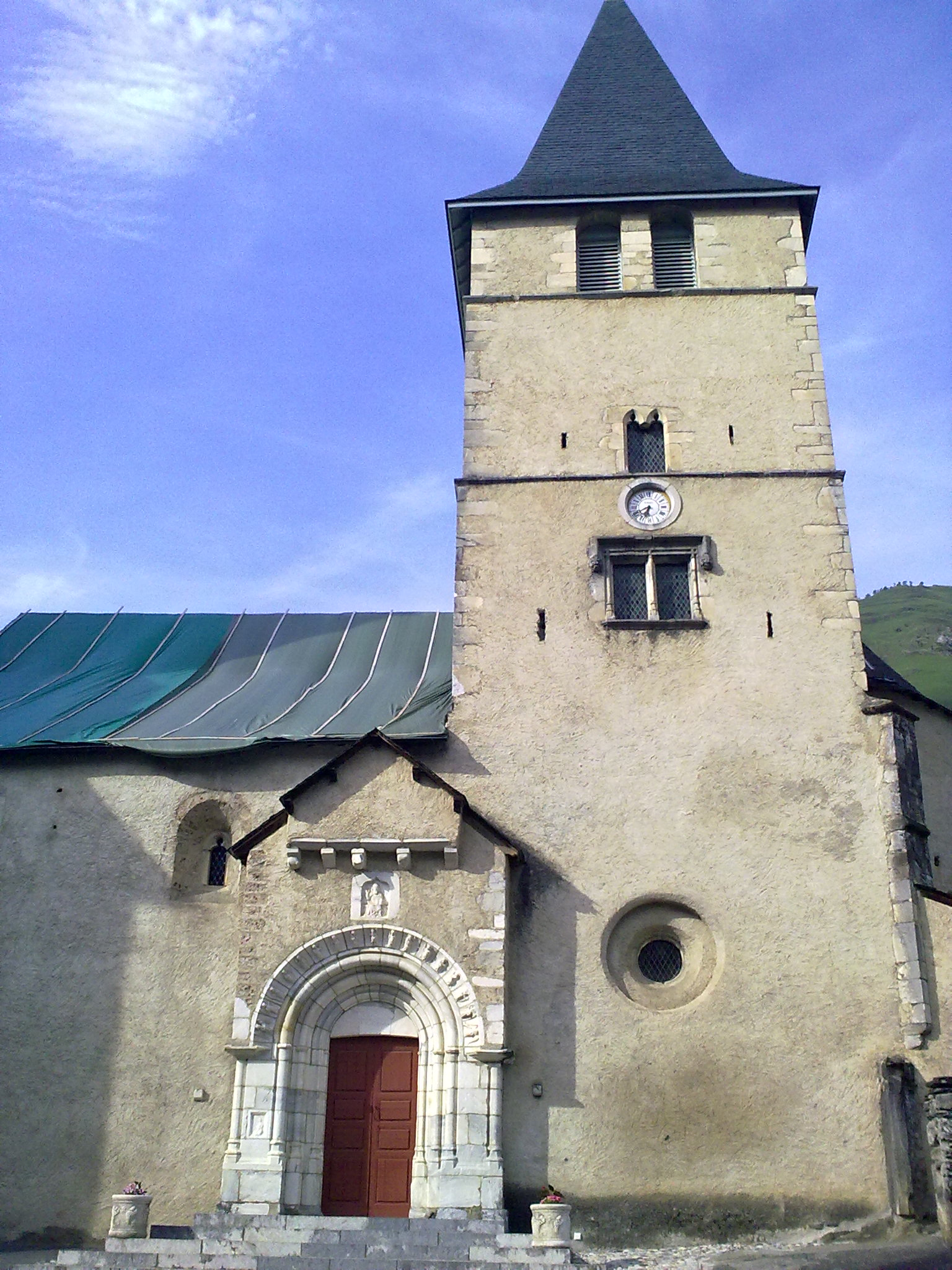
Ortskirche Saint-Jacques-le-Majeur

Der Ort Béost erscheint in den Archiven seit 1328. Der Weiler Bagès, der zur Gemeinde gehört, wird bereits im 12. Jahrhundert erwähnt unter dem Toponym Baiss auf einer Urkunde von Gabas, heute Ortsteil von Laruns. Im Kopialbuch oder auch livre rouge genannt, wird Béost in der heutigen Form im Jahre 1355 erwähnt. In der Volkszählung im Jahre 1385 wurden in Béost 25 Haushalte, in Bagès unter dem Toponym Bayees 7 Haushalte gezählt und vermerkt, dass die Siedlungen in der Bailliage des Vicomtes von Ossau liegen. Einige dieser Familien leben noch heute in Béost. Bei der Erfassung 1538 anlässlich der Reformation im Béarn wurde Bagès als Bagees genannt. Auf der Karte von Cassini 1750 ist Béost als Beost und Bagès als Bagés eingetragen. Während der Französischen Revolution 1793 wird Béost unter Beost geführt, während des Französischen Konsulats acht Jahre später neben Beost auch als Béost.
Laienklöster dienten in der Zeit vor der Französischen Revolution 1789 zur Erhebung des Zehnts und zur Ernennung des Pfarrers der Ortskirche. Béost hatte gleich drei Laienklöster zur gleichen Zeit, die sich den Zehnt teilten.

### Einwohnerentwicklung
Nach Höchstständen von über 400 Einwohnern zu Beginn des 19. Jahrhunderts ist die Zahl stetig bis zu den 1950er Jahren stetig bis zu ca. 40 % zurückgegangen. In den 1960er Jahren kam es zu einem Zwischenhoch, bevor die Zahl der Bewohner auf unter 200 zurückging. Seit der Jahrtausendwende konnte sie sich wieder leicht erholen.
| Jahr      | 1962 | 1968 | 1975 | 1982 | 1990 | 1999 | 2006 | 2009 | 2022 |
| --------- | ---- | ---- | ---- | ---- | ---- | ---- | ---- | ---- | ---- |
| Einwohner | 284  | 275  | 229  | 219  | 204  | 197  | 210  | 211  | 228  |

## Kultur und Sehenswürdigkeiten
Jedes Jahr werden ab Mitte Juni Kühe, Schafe und Ziegen für die kommenden drei Monate auf höher gelegene Weiden getrieben. Im Ossautal werden die Tiere traditionell mit einem Volksfest begleitet.

### Bauwerke

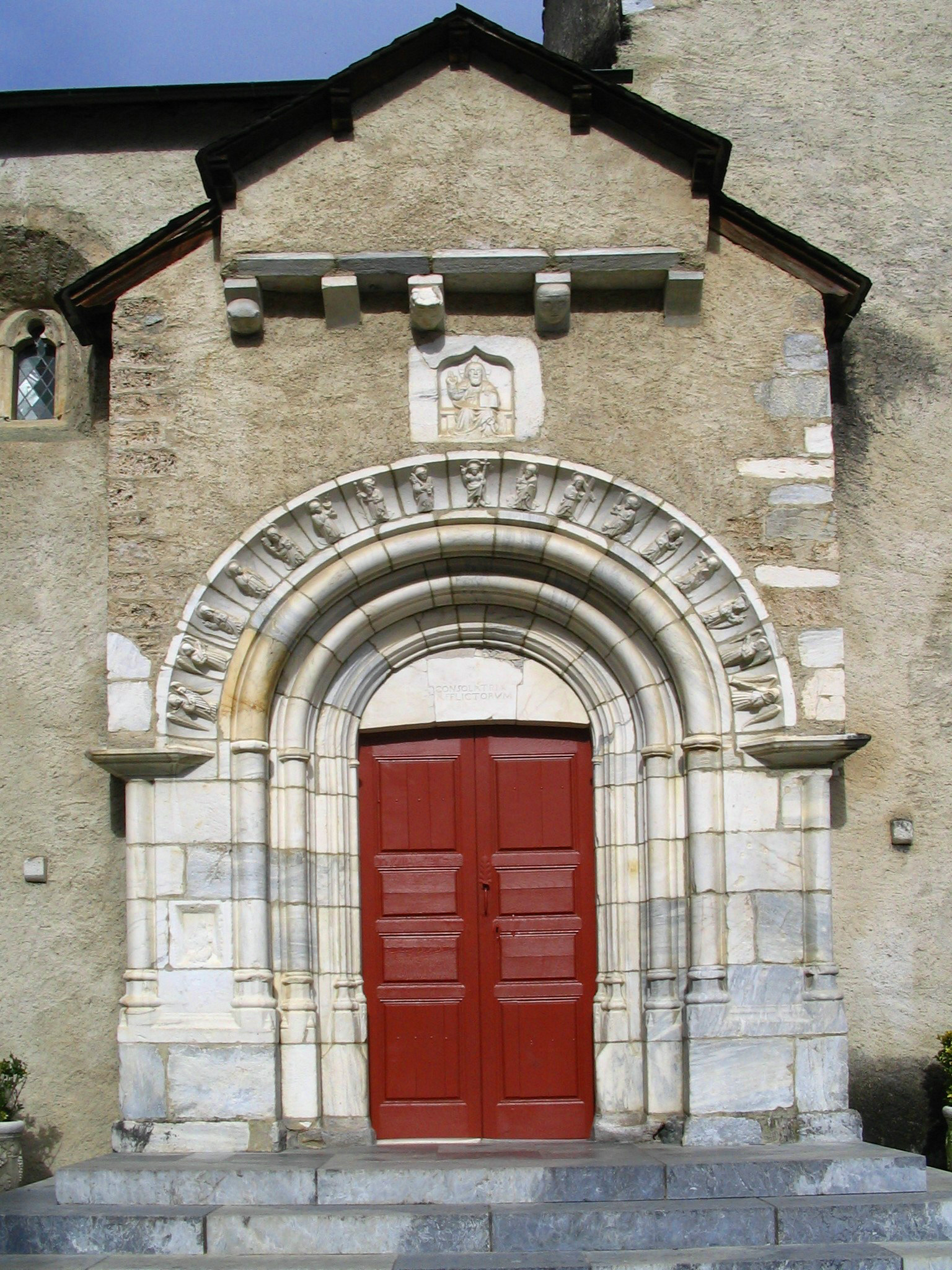
Eingangsportal der Pfarrkirche

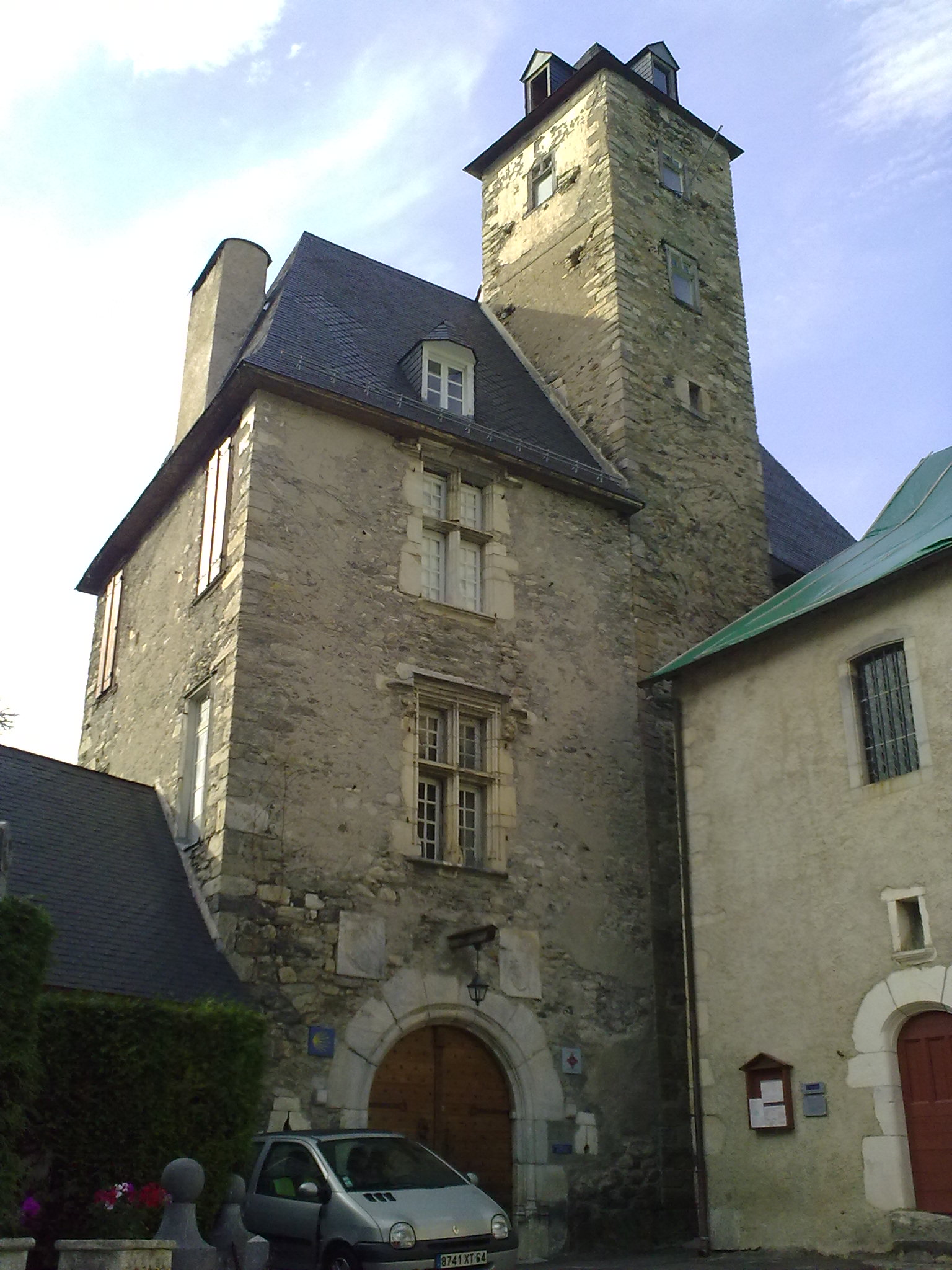
Laienkloster in Béost

- Pfarrkirche, gewidmet Jakobus dem Älteren. Vom romanischen Bauwerk aus dem 12. und 13. Jahrhundert hat nur die halbrunde Apsis die Jahrhunderte überdauert. Die restlichen Teile der Kirche wurden im 15. Jahrhundert gebaut. Im 16. Jahrhundert wurde die Kirche und der Glockenturm mit Schießscharten befestigt. Das heutige Gebäude, das im 19. Jahrhundert restauriert wurde, besteht aus einem gotischen Hauptschiff mit einfachen Spitzbögen, einem Seitenschiff an der Südseite, zwei Kapellen an der Nordseite und einem Kirchturm mit einem quadratischen Grundriss auf drei Etagen. Die gotischen Fenster des Kirchturms sind gekuppelt und haben Stäbe als Verzierung. Das Portal aus Marmor stammt aus dem 15. Jahrhundert und fällt durch das außergewöhnlich modellierte Tympanon auf. Jeder Keilstein des äußeren Bogens trägt eine Figur als Relief. Auf dem obersten Stein ist Johannes der Täufer dargestellt, links und rechts von ihm jeweils sechs Apostel mit jeweils zwei musizierenden Engel auf den untersten Steinen. Die Apostel sind erkennbar an ihren Attributen, z. B. Petrus mit dem Schlüssel zum Himmel oder Paulus mit dem Schwert, durch das er hingerichtet sein soll. Die Gesichter dreier Personen sind seit der Französischen Revolution verstümmelt. Oberhalb des Bogens befindet sich ein Abbild Gottes. Das Kircheninnere birgt als interessante Ausstattungsgegenstände eine Pietà aus Marmor, ein Weihwasserbecken, zwei Glocken aus dem Spätmittelalter und ein Altaraufsatz aus dem 18. Jahrhundert. Bei einer Restaurierung 1968 wurden um die 30 menschliche Skelette über der Decke entdeckt. Es wird vermutet, dass es sich um Pilger handelt, die sich um 1600 auf dem Jakobsweg nach Santiago de Compostela befanden. Sie wurden tot oder im Sterben liegend eingemauert, um mutmaßlich eine weitere Ansteckung der Bevölkerung bei der zu jener Zeit ausgebrochenen großen Pestepidemie zu vermeiden.[11][12][13][6]

- Laienkloster. Die Ursprünge des unweit der Kirche gelegenen Gebäudes reichen bis an das Ende des 12. oder des beginnenden 13. Jahrhunderts als Festes Haus zurück. Im 14. Jahrhundert wurde ein Gebäudetrakt hinzugefügt, um die wachsende Anzahl von Pilgern auf dem Jakobsweg zu empfangen. Der Turm, der aus dem Wohntrakt emporragt, wurde im 14. Jahrhundert errichtet. Bertrand d’Espalungue erwarb im 16. Jahrhundert das Laienkloster und gestaltete die Gebäude um. Er vergrößerte sie nach Süden, verschönerte sie mit Koppelfenstern im Renaissance-Stil und errichtete eine Toreinfahrt zum zentralen Platz und Kirche. Das Laienkloster verblieb die kommenden drei Jahrhunderte im Besitz der Familie d’Espalungue. Seit 1951 ist die Gebäudeanlage im Besitz eines Vereins zur Volksbildung.[14]

### Sport

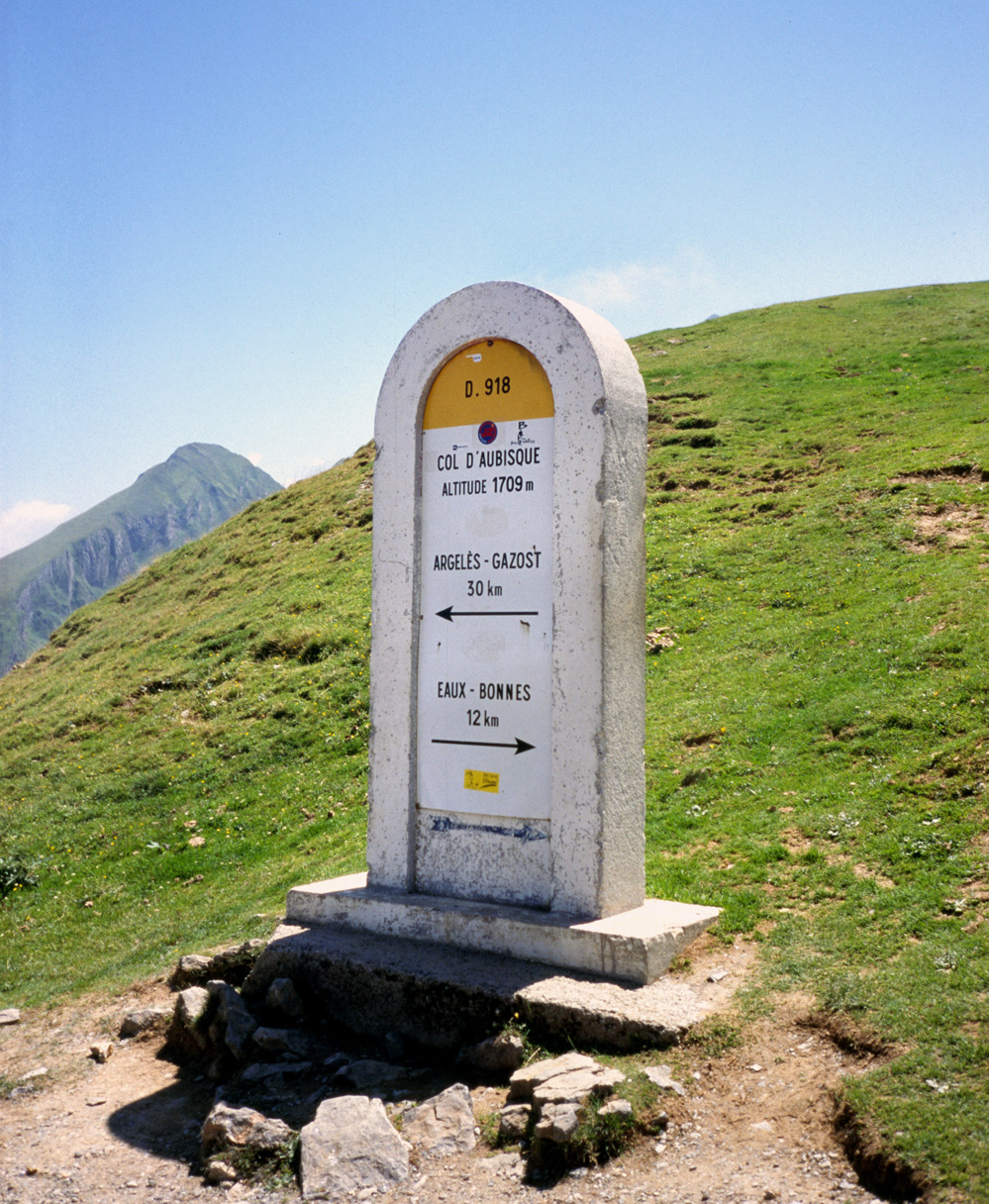
Meilenstein auf dem Col d’Aubisque

Der Col d’Aubisque, ein 1.709 Meter hoher Gebirgspass, liegt im südlichen Gemeindegebiet und ist einer der bekannten Anstiege der Tour de France. Für die „Große Schleife“ 2018 ist am 27. Juli 2018 während der 19. Etappe von Lourdes nach Laruns eine Passage über den Col d’Aubisque von Osten her vorgesehen.

## Wirtschaft und Infrastruktur

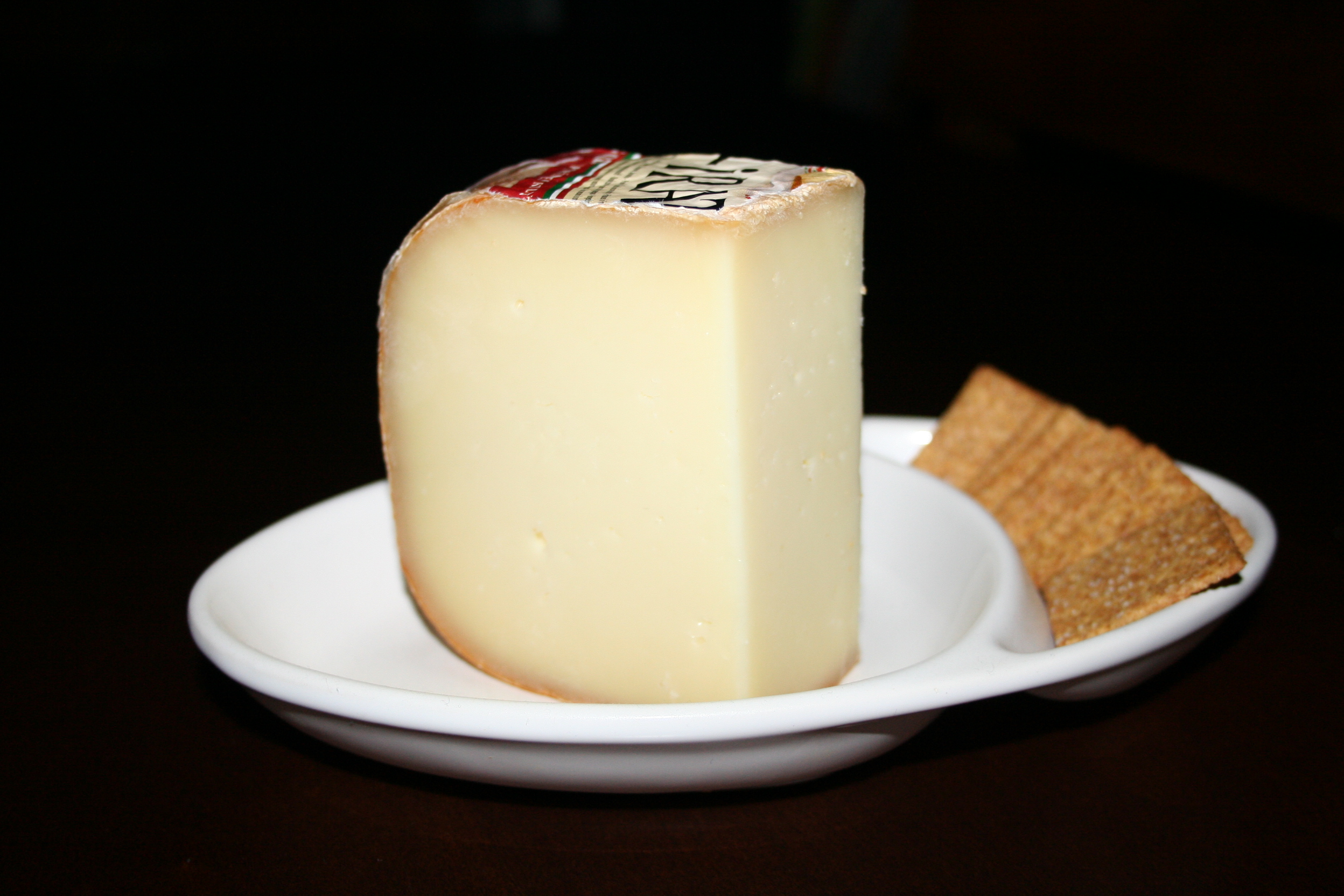
Ossau-Iraty

Die Wirtschaft wird hauptsächlich durch Dienstleistungen, Tourismus und Landwirtschaft bestimmt. Béost liegt in der Zone AOC des Ossau-Iraty, ein traditionell hergestellter Schnittkäse aus Schafmilch.

### Verkehr
Béost wird durchquert von den Route départementales 240 und 918 (ehemalige Route nationale 618).

## Persönlichkeiten

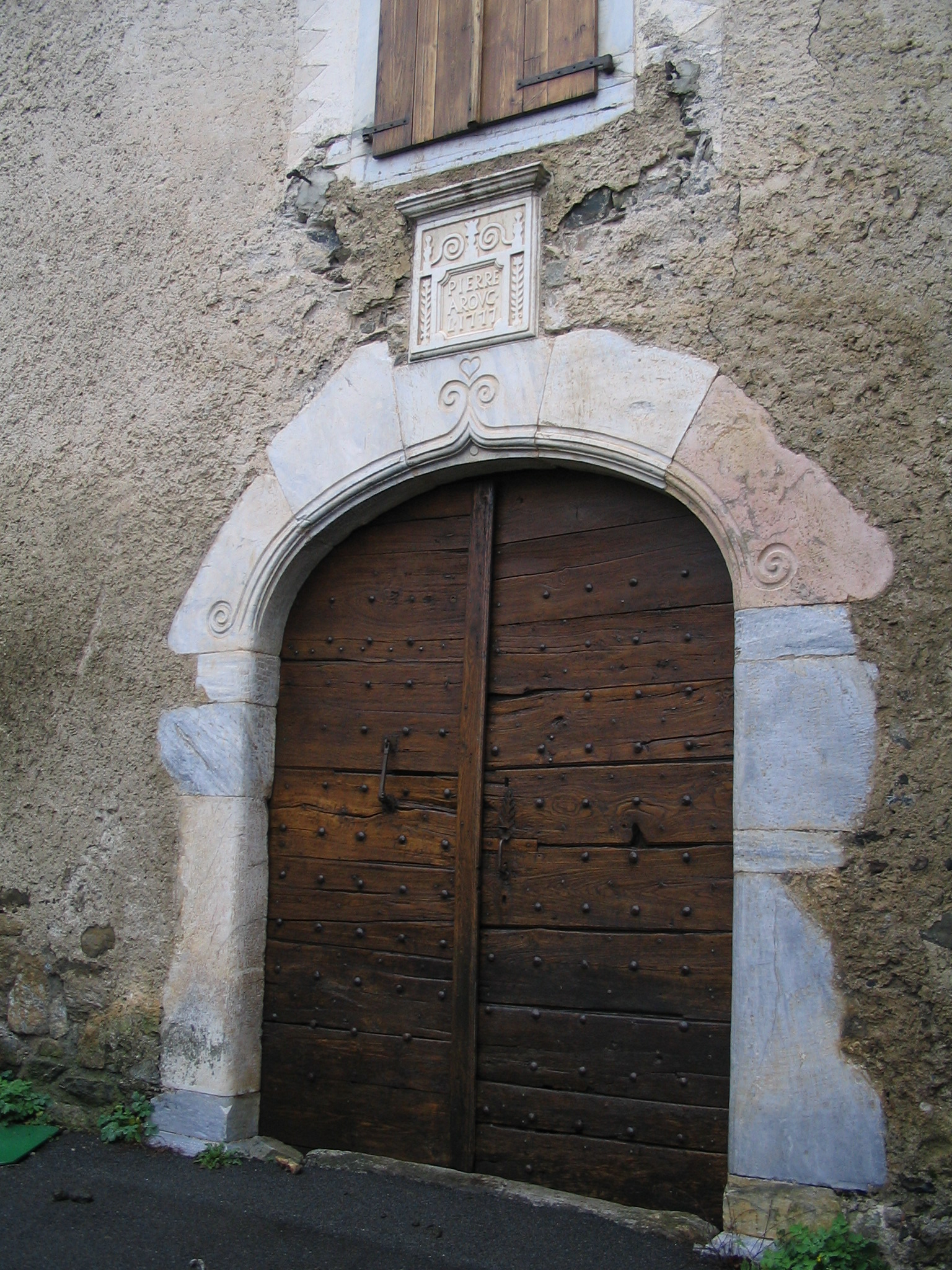
Eingang des Hauses von Pierre Gaston Sacaze

- Pierre Gaston Sacaze (geboren am 20. Mai 1797 in Bagès, gestorben am  18. Februar 1893) war ein Schäfer und Botaniker. Er stammte von den Cagots ab, eine Personengruppe, die vom 13. bis weit ins 19. Jahrhundert hinein in Spanien und Frankreich diskriminiert und weitgehend vom gesellschaftlichen Leben ausgeschlossen waren. Nach einer Tierseuche 1825 begann er autodidaktisch, mehr als 6000 Pflanzen und mehr als 600 Varietäten der Flechte zu erfassen. Eine Art der Steinsamen, die Lithospermum gastonii, trägt seitdem seinen Namen. Pierre Gaston Sacaze widmete sich auch der Erforschung von Steinen und Fossilien und erkannte den mineralogischen Reichtum seiner Gemeinde in Bezug auf Eisen und Blei. Er fertigte außerdem Aquarelle an, musizierte und tanzte.[17]

- Robert Brefeil (1913–1962) war ein hochverehrter Folklorist des Ossautals, der viele Tänze vertonte.